# Guerra de la Quàdruple Aliança
La guerra de la Quàdruple Aliança va ser un conflicte bèl·lic que va tenir lloc entre 1718 i 1720 a Europa. En aquest conflicte, el Regne d'Espanya va enfrontar-se amb la Quàdruple Aliança, una coalició formada pel Sacre Imperi Romanogermànic, el Regne de França, el Regne de la Gran Bretanya i les Províncies Unides.

## Causes
La guerra es va produir a conseqüència de les ambicions territorials del rei Felip V d'Espanya, la seva dona, Isabel Farnese, i el seu principal conseller, Giulio Alberoni, a Itàlia, on Espanya tenia tradicionalment pretensions territorials. A l'altre bàndol hi havia, reclamant les mateixes possessions, Lluís XV de França i el seu cosí Felip III d'Orleans.
En contra dels interessos de Felip V d'Espanya, es trobaven el regne de França, Gran Bretanya i les Províncies Unides, que van signar la Triple Aliança el 4 de gener de 1717. Un any més tard, en el marc de la consolidació del Tractat d'Utrecht, França, el Regne de la Gran Bretanya i les Províncies unides van cedir Sicília a Carles VI del Sacre Imperi Romanogermànic.

## Desenvolupament
El Tractat d'Utrecht no va agradar al Felip V de Castella, i com ni Savoia ni Àustria posseïen marines importants es va proposar recuperar les illes de Sardenya i Sicília, una ambició que s'alineava amb les reivindicacions dinàstiques italianes de la seva muller Isabel Farnese. Aprofitant que l'imperi estava immers en la guerra amb els otomans, Felip va llençar la invasió de Sardenya, que havia estat atorgada a l'emperador Carles VI, pretendent al tron d'Espanya pel Tractat d'Utrecht. L'avanç va ser ràpid, i al cap de poc, també es va envair Sicília, que estava en possessió de Víctor Amadeu II de Savoia.
En aquesta tessitura, Carles VI, va decidir entrar a l'aliança que ja existia, formant l'anomenada Quàdruple Aliança, el 2 d'agost del 1718. Automàticament demanà la retirada de les tropes espanyoles de Sicília i Sardenya, mentre Gran Bretanya desplegava una petita flota amb tropes de les Províncies Unides dels Països Baixos, que van assetjar Messina.
L'11 d'agost, a la batalla del cap Passaro, la flota anglesa, comandada per Sir George Byng, va capturar bona part de l'armada espanyola, deixant aïllades les tropes espanyoles a Sicília. Poc més de quatre mesos després, el 17 de desembre del 1718, francesos, britànics i el Sacre Imperi van declarar la guerra al regne d'Espanya. Les Províncies Unides van entrar en el conflicte l'agost de l'any següent.

## Ciutadella de Roses invicta
L'exèrcit francès, sota el comandament de James Fitz-James, va envair el País Basc del Sud el 1719 i, encara que al principi el seu avanç no va obtenir resposta, aviat va ser obligat a retrocedir. A l'octubre d'aquell any, la flota britànica prenia Vigo i Pontevedra, mentre Messina queia després del setge que estava patint, la Seu d'Urgell queia en mans franceses el 31 d'agost del 1719 però la ciutadella de Roses aguantava el setge de James Fitz-James Stuart. Valls resistí els embats de la partida del Carrasclet gràcies a la milícia local, que seria el germen dels Mossos d'Esquadra i que liderava la família Veciana, mentre la partida de Francesc Bernic era capturada per Josep Anton Martí a La Llacuna. En finalitzar la campanya a finals de la tardor, la guerrilla tornà al Rosselló per preparar la nova campanya. Verboom va posar setge a la Seu d'Urgell el 22 de gener del 1720, aquesta es va rendir el 29 de gener, pocs dies abans del final de la guerra.
El 1719, James Butler, que es trobava exiliat a terres irlandeses, va organitzar una expedició amb àmplia cobertura espanyola per envair la Gran Bretanya i coronar James Francis Edward Stuart com a Jaume III d'Anglaterra. No obstant això, la flota va ser pràcticament destruïda durant una dura tempesta a prop de Galícia i l'exèrcit jacobita derrotat en la batalla de Glen Shiel.

## Desenllaç
Després de tots aquests esdeveniments, Felip V d'Espanya es desfeia de Giulio Alberoni el desembre de 1719 posant fi al conflicte mitjançant el Tractat de la Haia de 1720. En aquest tractat, el duc de Savoia, Víctor Amadeu II de Savoia, va ser obligat a canviar l'illa de Sicília per Sardenya que, si bé era de menor importància, va tenir en el futur un paper cabdal en la Unificació d'Itàlia, un segle i mig després.
Pel tractat de Madrid, signat entre els regnes d'Espanya i de França el 1721 es restituïen les places preses durant la guerra de la Quàdruple Aliança.